# اکسچنج ۱۰۶
اکسچنج ۱۰۶ (انگلیسی: The Exchange 106) ساختمان اداری ۹۵ طبقه مستقر در شهر کوالا لامپور، مالزی است، که در سال ۲۰۱۹ احداث گردید.